# Mendoncia puberula
Mendoncia puberula es una especie de planta fanerógama perteneciente a la familia de las acantáceas.

## Descripción
Es una planta trepadora con las hojas opuestas,  un poco peludas y ovadas. El fruto es una drupa, parecida a una oscura uva. Las flores están rodeadas por dos brácteas.

## Hábitat
La especie es nativa del hábitat de la Mata Atlántica y el Cerrado de Brasil.